# 石川小隼人
石川 小隼人（いしかわ こばやと、生没年不詳）は戦国時代の武将。諱は不詳。石川数正の弟 。

## 概要
石川康正の次男として三河国に生まれる。伊丹之信（理右衛門）は小隼人の組に属し小番を務めたと言う 。
娘は石川成堯の妻となり、後に大久保正信に嫁いだ 。